# Chiesa di San Giovanni in Parco (Mercato San Severino)
La chiesa di San Giovanni in Parco è sita a Mercato San Severino, in piazza Ettore Imperio.

## Storia
La chiesa, con annesso convento domenicano, è stata fondata nel 1466,da Roberto I Sanseverino, Principe di Salerno, in esecuzione della volontà testamentaria del padre, il conte Giovanni.
Si ha, però, traccia di un edificio anteriore, risalente al 1412, alle spalle del chiostro dell'ex convento, oggi Palazzo di Città (Palazzo vanvitelliano).
La pianta della chiesa moderna è a croce latina. Della chiesa del 1466 rimane solo il campanile, realizzato da Novello da San Lucano.
Entrando, nella seconda cappella a sinistra, si ammira il monumento funebre dei coniugi Pignatelli, nobili napoletani del XV secolo. Nella parte inferiore sono custodite le spoglie di Lavinia e  in quella superiore le spoglie di Berrnardo.
La quarta cappella a destra ( Cappellone ) è dedicata alla Madonna del Rosario, raffigurata nella pala d'altare, realizzata da Fabrizio Santafede, nel 1580. Nella parte alta,  le volte raffigurano scene dei miracoli di San Domenico.
Di notevole fattura è inoltre il pavimento in maiolica napoletana , realizzato nel '700.